# Centre Excursionista d'Olot
El Centre Excursionista d'Olot (CEO) és un grup excursionista amb seu a Olot.
Va ser fundat l'any 1934. Per qüestions econòmiques i de suport es va decidir esdevenir delegació de la Unió Excursionista de Catalunya. Durant la Guerra Civil espanyola, el local de l'entitat va acollir refugiats. Després de la guerra, va afiliar-se al Centre Excursionista de Catalunya. L'any 1970 s'establí com a entitat independent. El 2018, comptava amb gairebé dos mil socis.
D'entre les activitats que organitza el CEO, se'n poden destacar el canicròs, la cursa d'esquí de muntanya coneguda com la Pocatraça, que compta també d'una cursa de raquetes de neu, la cursa de muntanya coneguda con la Trepitja Garrotxa o marxes populars com l'Embardissada.
El 1991, va rebre la donació d'una propietat per part d'un veí de Talaixà i la va convertir en un refugi excursionista, que s'inaugurà el 2014.